# ویتو روگینز
ویتو روگینز (به انگلیسی: Vyto Ruginis) (زاده ۱۹۵۶) بازیگر آمریکایی است.
از فیلم‌های معروف او می‌توان به بازی در فیلم پیکان‌های شکسته، سریع و خشمگین، منزل شجاعت و تخته سنگ تمیز اشاره کرد.